# Agitprop
Pour les articles homonymes, voir Propagande (homonymie) et Agitation.
 (mai 2019).
L’agitprop, ou agit-prop ou encore agit'prop (troncation de agitation-propagande ou agitation propagandaire, traduction du russe агитации и пропаганды), est un procédé de communication politique.

## Étymologie

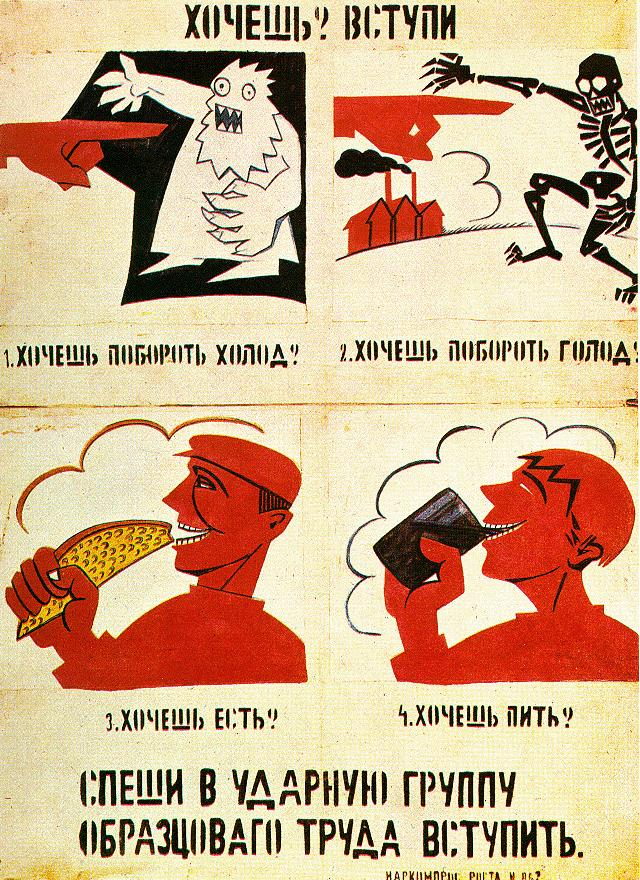
Affiche d'agitprop par Vladimir Maïakovski
Titre : « Vous voulez ? Venez »
« 1. Vous voulez surmonter le froid ? »
« 2. Vous voulez surmonter la faim ? »
« 3. Vous voulez manger ? »
« 4. Vous voulez boire ? »
« Dépêchez vous de rejoindre les brigades de choc du travail exemplaire ! »

Agitprop est l'abréviation de « отдел агитации и пропаганды » (phonétisé en « atdel aguitatsi i propagandi »), c'est-à-dire « Département pour l'agitation et la propagande ». Il s'agit de l'organe des comités centraux et régionaux du Parti communiste de l'Union soviétique, qui sera ultérieurement rebaptisé « Département idéologique ».

## Acception historique
Le terme « propagande » ne porte pas en russe la connotation péjorative qu'il a acquise en français et en anglais. Il signifie simplement « diffusion d'idées » et recouvre la diffusion de toutes sortes de savoirs utiles, comme des méthodes agronomiques. L'Agitprop, au sens de « diffusion d'un petit nombre d'idées à un grand nombre de personnes », recouvre en revanche la notion de communication monopolistique et est conçu pour diffuser les idées du marxisme-léninisme, et autres explications de la politique menée par le parti unique. Elle enjoint aux citoyens d'agir conformément aux aspirations des dirigeants soviétiques.
En d'autres termes, la propagande est censée agir sur les esprits individuels quand l'agitprop joue sur les émotions des foules, bien que les deux soient utilisées ensemble, notamment dans l'expression « propagande et agitation ».

## Acceptions contemporaines

### Mouvements gauchistes et trotskistes
L'agitprop prend aussi la forme d'un théâtre imaginatif sans moyens, pour produire des saynètes sur des thèmes tirés de l'actualité, avec des slogans martelés par les acteurs et dans une langue directe et crue, facile à comprendre. Forme de « journal vivant », ces représentations sont jouées dans la rue ou à l’usine, partout où il est possible de toucher le « peuple » comme le fait le groupe Octobre dans les années 1930 autour de Jacques Prévert.
Le terme est aujourd'hui utilisé par extension pour tout « média de masse » qui vise à influencer l'opinion à des fins politiques, commerciales, etc., et particulièrement s'il tente d'« agiter » les esprits à l'aide d'une rhétorique émotionnelle. Il concerne aussi l'art d'utiliser les mêmes « médias de masse » en se faisant remarquer par des actions spectaculaires relevant de la provocation.

### Dans l'art
Certain créateurs conçoivent un lien très étroit entre la performance (art) et l'agitprop, tels le poète Thomas Clerc. Il relate ces "actions" en particulier dans Paris, musée du XXIe siècle. Le dix-huitième arrondissement.